# Concepció Guillén Martínez
Concepció Guillén Martínez, Albox (Almeria) 1907 - Lleida, 13 Maig 1943) Fou una miliciana coneguda amb els sobrenoms de La Baeta i La Lleona. Sotmesa a Consell de Guerra Sumaríssim, fou l'última dona afusellada a Catalunya, víctima de la Repressió Franquista.
Nascuda a la Parròquia d'Albox (Almeria) filla de Pedro i Antónia, era de condició molt humil i havia emigrat a Catalunya. Vivia amb una filla petita a la barriada del Somorrostro de Barcelona i es guanyava la vida venent verdures en una parada ambulant al Mercat de la Concepció. Estava alfabetitzada i tenia ideals esquerrans. El 1936 a l'esclatar la Guerra Civil, convivia amb Juan Baeta Sancho, un activista de la FAI al qual va seguir quan es va traslladar a la Seu d'Urgell. Disposats a defensar la República i fer alhora la Revolució Proletària, van formar part del Comitè Local de les Milícies Antifeixistes.
La derrota de l'Exèrcit Popular de la República, va establir un nou ordre i s'inicià una cruenta repressió dels vençuts. El BOE del 9 de febrer de 1939 dos mesos abans que s'acabés oficialment la guerra, va publicar la Llei d'Incoació d'Expedients de Responsabilitats Polítiques, per la qual tots els voluntaris al front, militans de partits catalanistes, comunistes, anarquistes, sindicalistes, mestres, milicianes, dones antifeixistes, Socors Roig, etc. havien de ser investigats. Els Ajuntaments van ser obligats a elaborar llistes de sospitosos i es fomentà la delació entre particulars.
Joan Baeta Sancho havia mort al front. Concepció Guillén fou detinguda el 1940 i reclosa a la Presó de Dones de les Corts. Traslladada a Lleida, el 8 agost de 1941 s'inicià un llarg procés ple d'irregularitats i contradiccions. Durant gairabé dos anys se citaren a declarar més de 45 testimonis. Se l'acusà de ser una depravada llibertina, d'anar amb pantalons, portar pistola, conduir un cotxe i haver participat gairabé en tots els crims de la comarca. Una fotografia on apareix vestida de miliciana i que encara es conserva en el Procediment Sumaríssim, fou la prova definitiva per la seva sentència de mort.
El dia 13 de maig de 1943 a les 6 del matí, fou afusellada a la tàpia del Cementiri de Lleida. Tenia 36 anys.